# Косово (Шуменська область)
Ко́сово (болг. Косово) — село в Шуменській області Болгарії. Входить до складу общини Каспичан.

## Населення
За даними перепису населення 2011 року у селі проживали 240 осіб.
Національний склад населення села:
| Національність   | Кількість осіб | Відсоток |
| ---------------- | -------------- | -------- |
| болгари          | 54             | 22,5%    |
| турки            | 0              | 0%       |
| інша             | 185            | 77,1%    |
| Всього відповіли | 240            |          |

Розподіл населення за віком у 2011 році:
Динаміка населення: